# 연도로
연도로는 지방도 제1132호선 신광사거리에서부터 하귀입구오거리까지의 구간을 지칭하는 대한민국 제주특별자치도 제주시의 도로명이다.

## 주요 교차로
- 신광사거리
- 제주서중학교사거리
- 도두동입구사거리
- 이호해수욕장입구삼거리
- 하귀입구오거리

## 주요 지선
- 남녕로
- 대동로
- 대통로
- 백포남로
- 성신로
- 신제로
- 오광로
- 우령서로
- 월랑로
- 현사로

## 주요 건물
- 연도로 100 : 제주서중학교
- 연도로 645 : 외도초등학교